# Slaine (rappeur)
Pour les articles homonymes, voir Slaine.
Slaine, né George Carroll à Boston, dans le Massachusetts, est un rappeur et acteur américain. Il est connu pour faire partie du supergroupe La Coka Nostra depuis 2006 et a également publié quatre albums studios sous son nom de scène à partir de 2011.
Il est également connu pour être acteur, en participant aux deux premiers films réalisés par Ben Affleck, Gone Baby Gone et The Town.